# Chaos Walking
Chaos Walking is een Amerikaanse sciencefictionfilm uit 2021, geregisseerd door Doug Liman naar een scenario van Patrick Ness en Christopher Ford. De film is gebaseerd op het eerste boek, The Knife of Never Letting Go uit de Chaos Walking-trilogie van Ness.

## Verhaal
Todd Hewitt woont in Prentisstown, een nederzetting op een door mensen gekoloniseerde planeet die ze de Nieuwe Wereld noemen. Hij woont al zo lang als hij zich kan herinneren bij Ben en Cillian. De vrouwen stierven in de oorlog tegen de Spackle, de inheemse bevolking van de Nieuwe Wereld, inclusief zijn moeder. Hun vijanden hadden een virus achtergelaten en sindsdien hebben de overlevende mannen alle gedachten van anderen gehoord, maar ook van dieren, dag en nacht. Deze cirkelen om je hoofd in een stroom van kleurrijke beelden, woorden en geluiden die ze ruis noemen. Het lijkt alsof de mannen geen geheimen hebben en Prentisstown is nooit stil. Van al deze mannen is Todd de jongste en hij heeft nog nooit in zijn leven een vrouw gezien. Dat verandert wanneer Viola ver van haar thuisplaneet een noodlanding moet maken op de Nieuwe Wereld. De jongeman vindt haar in het bos en besluit de vreemdeling te beschermen.

## Rolverdeling
| Acteur            | Personage      |
| ----------------- | -------------- |
| Tom Holland       | Todd Hewitt    |
| Daisy Ridley      | Viola Eade     |
| Demián Bichir     | Ben Moore      |
| David Oyelowo     | Aaron          |
| Kurt Sutter       | Cillian Boyd   |
| Cynthia Erivo     | Hildy Black    |
| Bethany Anne Lind | Karyssa Hewitt |
| Mads Mikkelsen    | David Prentiss |

## Release
Chaos Walking ging in première op 24 februari 2021 in Zuid-Korea en verscheen op 5 maart 2021 in de Verenigde Staten.

## Ontvangst
Op Rotten Tomatoes heeft Chaos Walking een waarde van 23% en een gemiddelde score van 4,60/10, gebaseerd op 133 recensies. Op Metacritic heeft de film een gemiddelde score van 39/100, gebaseerd op 30 recensies.

## Prijzen en nominaties
| jaar | prijs         | categorie                  | genomineerde(n)            | uitslag     |
| ---- | ------------- | -------------------------- | -------------------------- | ----------- |
| 2021 | Scream Awards | Best Science Fiction Movie | Best Science Fiction Movie | Genomineerd |
| 2021 | Scream Awards | The Ultimate Scream        | The Ultimate Scream        | Genomineerd |